# Ilisha fuerthii
Ilisha fuerthii is een  straalvinnige vissensoort uit de familie van haringen, sardienen en pellona's (Pristigasteridae). De wetenschappelijke naam van de soort is voor het eerst geldig gepubliceerd in 1875 door Steindachner.
De soort staat op de Rode Lijst van de IUCN als niet bedreigd, beoordelingsjaar 2008.